# Taraxacum erythrospermum

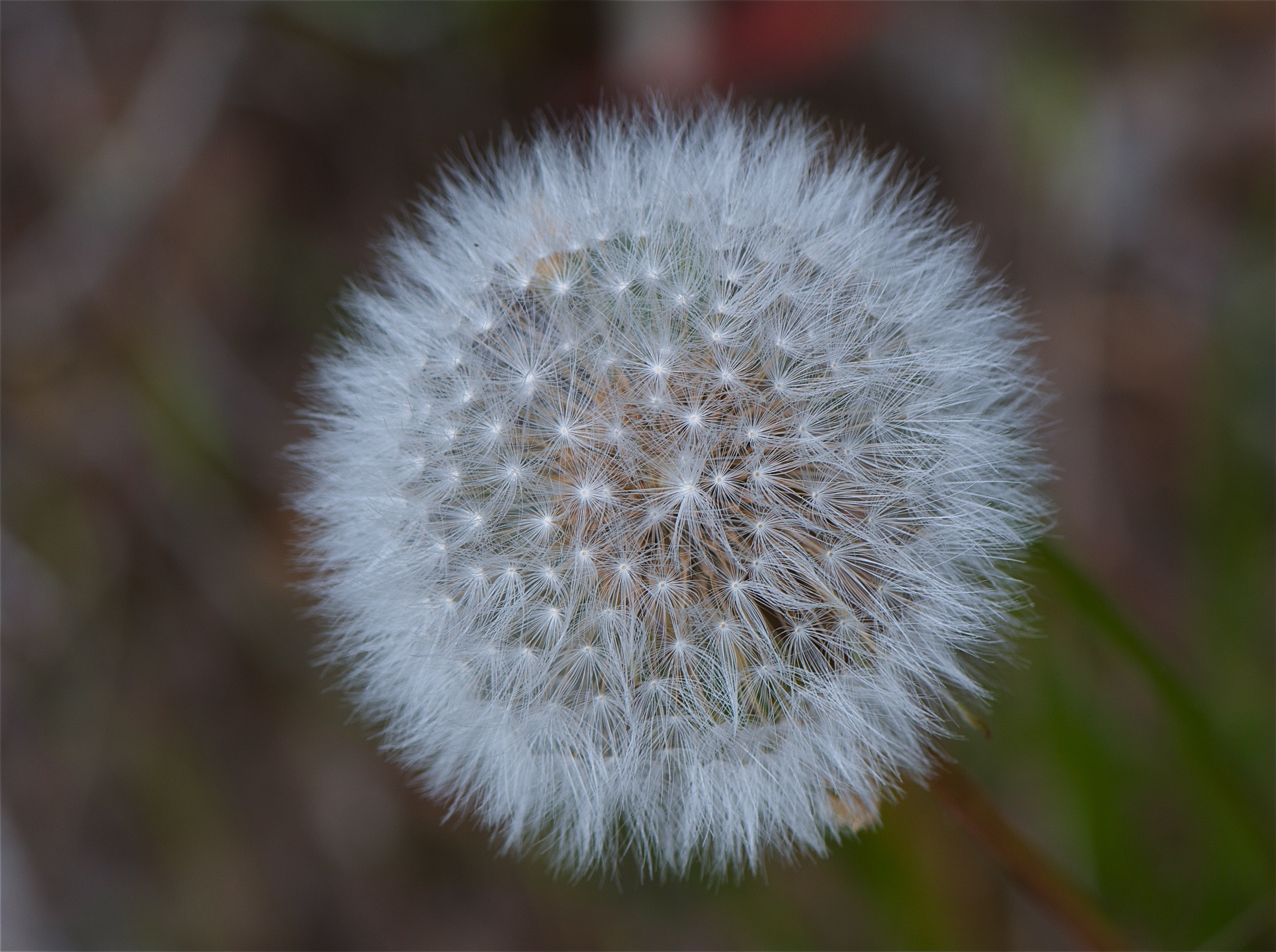
Capítulo en fructificación.

Taraxacum erythrospermum es una especie de planta herbácea de la familia de las asteráceas. Es originaria de Norteamérica.

## Descripción
Es una planta herbácea que alcanza los 5 a 30 y hasta 60 cm de altura; con raíces pivotantes rara vez ramificadas. Los tallos son  ascendentes a erectos, de color rosado a rojo, glabros o escasamente vellosos. Las hojas son obovadas a oblanceoladas, de 5-25 por 1-4 cm, con bases de atenuadas, y los márgenes lacerados, los lóbulos retrorsos, triangulares a lanceolados, los terminales casi tan grandes como los laterales. Involucros de color verde. Lígulas de color amarillo con banda abaxial púrpura o grisácea. Aquenios de color rojo-ladrillo  a marrón-rojizo o morado-rojizo. El número de cromosomas es de: 2n = 16, 24, 32.

## Taxonomía
Taraxacum erythrospermum fue descrita por Andrz. ex Besser y publicado en Enumeratio Plantarum 75. 1821.
Sinonimia
- Leontodon erythrospermum (Andrz. ex Besser) Britton
- Leontodon laevigatus Willd.
- Taraxacum disseminatum G.E.Haglund
- Taraxacum lacistophyllum (Dahlst.) Raunk.
- Taraxacum laevigatum (Willd.) DC.
- Taraxacum laevigatum var. erythrospermum (Andrz.) J.Weiss
- Taraxacum officinale var. erythrospermum (Andrz.) Bab.
- Taraxacum scanicum Dahlst.
- Taraxacum tauricum Kotov
- Therogeron disseminatum G.E.Haglund[5]